# 大地飛鷹 (電視劇)
《大地飞鹰》（英語：Land Of The Condors）是香港電視廣播有限公司製作的古裝武俠電視劇，全劇共20集，監製萧显辉，主演吴镇宇、邵仲衡、黎美娴、刘家辉、朱洁仪、吴刚、胡樱汶，该剧改编自古龙原著长篇小说《大地飞鹰》，1992年上映。

## 演员表
- 吴镇宇 饰 方伟
- 黎美娴 饰 水银/波娃
- 邵仲衡 饰 班察巴那
- 朱洁仪 饰 蓝阳光
- 胡樱汶 饰 齐小虫 / 齐小燕
- 吴刚 饰 独孤痴
- 刘家辉 饰 卜鹰
- 刘秀萍 饰 苏苏
- 何英伟 饰 普松
- 胡越山 饰 吕天宝
- 郑雷 饰 吕三
- 关菁 饰 严正刚
- 李海生 饰 噶伦
- 李家鼎 饰 古尔尊者
- 戴少民 饰 桑结
- 丘碧瑜 饰 丽花
- 黄文标 饰 搜云手
- 麦子云 饰 朱云
- 冯瑞珍 饰 玉真师太
- 容嘉丽 饰 丽尼
- 曾耀明 饰 黑面张
- 陈蕊 饰 冬儿
- 黄思恩 饰 宋夫子
- 李显明 饰 嘉答
- 神仙 饰 风爷爷
- 黄玮琳 饰 大年
- 谢敏仪 饰 道姑
- 赵学而 饰 侍女
- 黃德斌 饰 衛天鵬